# Аргентина на літніх Олімпійських іграх 1900
Аргентина дебютувала на літніх Олімпійських іграх 1900 і була представлена одним спортсменом у фехтуванні, який не виграв жодної медалі.

## Результати змагань

### Фехтування
| Змагання | Спортсмен     | Перший раунд | Чвертьфінал | Півфінал | Фінал   | Фінал   | Фінал |
| Змагання | Спортсмен     | Місце        | Місце       | Місце    | Перемог | Поразок | Місце |
| -------- | ------------- | ------------ | ----------- | -------- | ------- | ------- | ----- |
| Шпага    | Едуардо Камет | 2            | 2           | 3        | 2       | 3       | 5     |